# Disulfiram
Disulfiram (INN), auch Tetraethylthiuramdisulfid (TETD), (Handelsname Antabus®) ist ein Arzneistoff, der zur Unterstützung der Abstinenz bei Alkoholabhängigkeit angewendet werden kann.

## Alkoholismus

### Wirkung
Normalerweise wird in der Leber der aufgenommene Alkohol über die Zwischenstufe Acetaldehyd zur Essigsäure umgewandelt, ähnlich wie bei der Essigherstellung durch Gärung. In diesen Abbau des Alkohols greift das Medikament ein und verhindert den letzten Schritt zur Umwandlung in die Essigsäure durch Blockade des Enzyms Aldehyddehydrogenase. Die Folge ist, dass sich Acetaldehyd anreichert. Dieses bewirkt das sogenannte Acetaldehydsyndrom, welches darin besteht, dass, sobald Alkohol auch in geringen Dosen eingenommen wird, starke und unangenehme Unverträglichkeitsreaktionen entstehen, wie Hautrötung, Kältegefühl in den Armen und Beinen, Übelkeit, Kopfschmerzen und vor allem Herzrasen und Blutdruckabfall bis hin zum Herz-Kreislauf-Schock. Hierdurch kann bei gefährdeten Personen sogar Herzenge (Angina pectoris) und ein Herzinfarkt ausgelöst werden.
Entsprechende Arzneimittel werden als Tabletten verabreicht. Es kann auch als Depotpräparat unter die Haut implantiert werden.

### Gefahren
Da die angesprochenen Unverträglichkeitsreaktionen bei Einnahme größerer Alkoholmengen sogar tödlich sein können (Acetaldehyd ist giftig), werden disulfiramhaltige Präparate nur noch selten und bei solchen Patienten angewandt, bei denen von guter Mitarbeit bei der Behandlung ausgegangen werden kann. Außerdem darf dieses Medikament nur bei genauer Vorabklärung gegeben werden, z. B. nicht bei schwerem Leberschaden.

## Onkologie
Als im Rahmen von Forschungen in den 2010er Jahren die Wirkung von Disulfiram untersucht worden ist, entdeckte man eine antikarzinogene Wirkung mit potentieller Einsatzmöglichkeit als Medikament gegen Krebs.
Eine epidemiologische Studie an Dänen aus dem Jahr 2014 zeigte, dass Menschen, die aufgrund einer Alkoholabhängigkeit Disulfiram einnahmen, seltener an Brust- oder Prostatakrebs erkrankten. Eine Risikoreduktion für Melanom ergab sich in der Studie hingegen nicht.
Präklinische Studien zeigen, dass Disulfiram in vitro das Wachstum von Tumorzellen der männlichen Prostata hemmt. Auch im Mäusemodell reduzierte das Medikament die Tumorwachstumsrate um bis zu 40 %, konnte sie jedoch nicht vollständig hemmen. In-vitro-Studien an Brustkrebszellen ergaben, dass Disulfiram bei Tumorzellen, nicht aber bei gesunden Zellen der Brust, eine Apoptose induziert. Eine Wirkung von Disulfiram wurde auch auf Tumorzellen bei nicht-kleinzelligem Lungenkrebs und beim Glioblastom gefunden. DSF ist demnach vielversprechend für die Behandlung von Hirntumoren, weil es die BHS überwinden kann und das Wachstum von Hirntumoren hemmt. Es sind jedoch weitere Studien erforderlich, um zu verstehen, wie effektiv diese Wirkung ist.
Der genaue Mechanismus dieser Wirkung auf Krebszellen ist nicht bekannt und wird noch untersucht. Eine Rolle dürfte die Bildung von Komplexen des aktiven Metaboliten, Ditiocarb, der in der Leber aus Disulfiram gebildet wird, mit Kupfer spielen. Disulfiram zeigt eine bessere Wirksamkeit auf die Wachstumshemmung von Tumorzellen, wenn es in Kombination mit Kupfer verabreicht wird.
Es gibt zum heutigen Zeitpunkt (Dezember 2017) erst eine klinische Studie an 40 Patienten mit nicht-kleinzelligem Lungenkrebs, in der eine Gruppe zusätzlich zu einer Chemotherapie Disulfiram erhielt und mit einer Gruppe, die nur Chemotherapie erhielt, verglichen wurde. In der Gruppe mit Disulfiram kam es zu einer Erhöhung der mittleren Überlebensdauer von 7.1 auf 10 Monate. Die Aussagekraft dieser Studie ist jedoch durch die kleine Fallzahl limitiert; weitere klinische Studien werden durchgeführt.

## Sonstige Verwendung
Disulfiram dient als Hilfsmittel bei der Vulkanisation von Gummi. Historisch interessant ist der von 1937 überlieferte Bericht des Werksarztes, dem die alkoholaversive Wirkung erstmals bei Arbeitern in diesem Bereich zufällig auffiel, wobei diese dem strukturanalogen Tetramethylthiuramdisulfid und dessen Monosulfid ausgesetzt waren.